# Donaustauf
Donaustauf ist ein Markt im Oberpfälzer Landkreis Regensburg in Bayern und Sitz der Verwaltungsgemeinschaft Donaustauf.

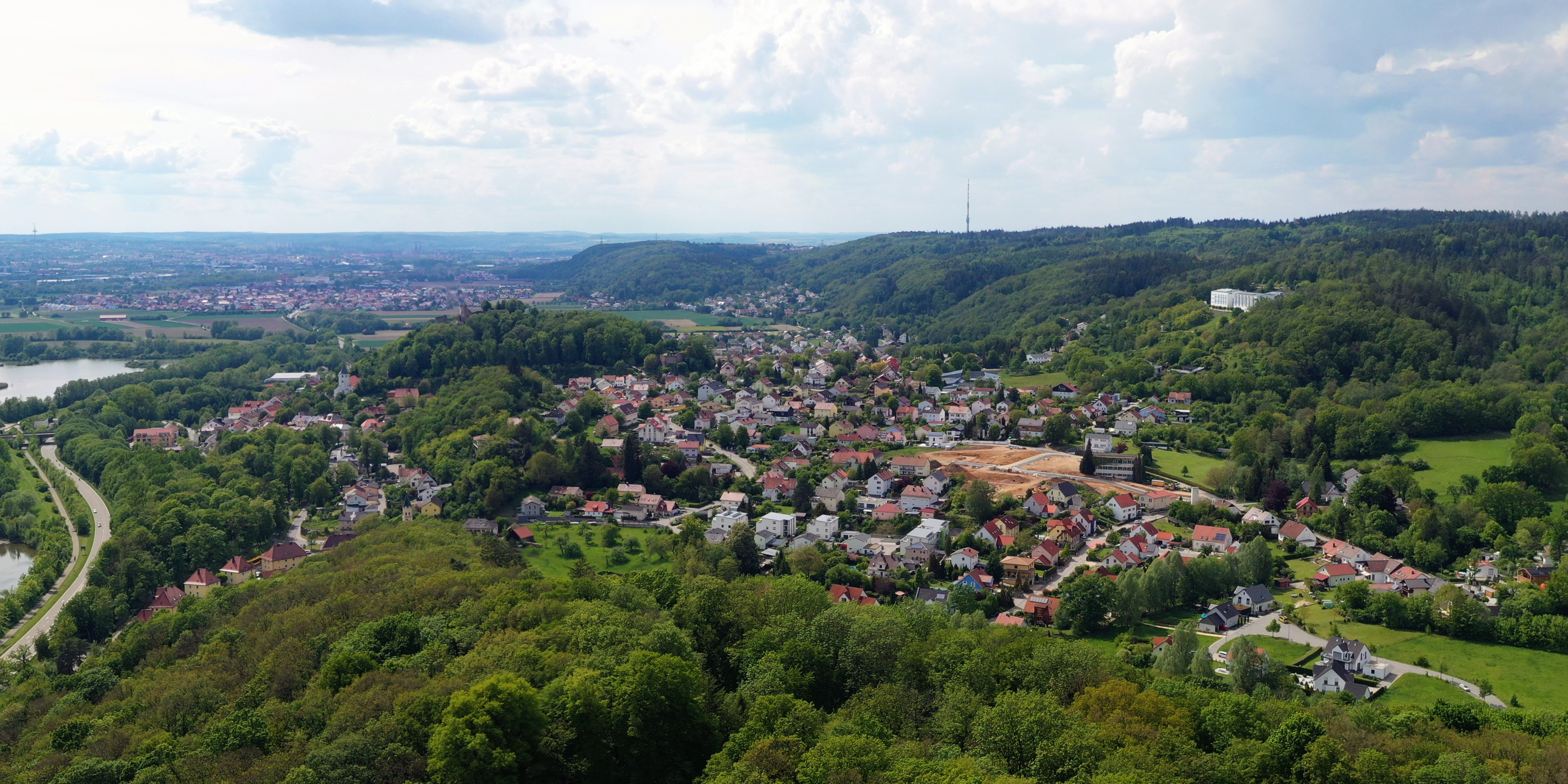
Luftbild von Donaustauf

Der Ort hatte bereits 1494 die Marktrechte und nimmt mit der Burgruine Donaustauf in der Donaulandschaft eine markante Stellung ein. Wahrzeichen sind die Walhalla, die Burgruine sowie der Chinesische Turm.

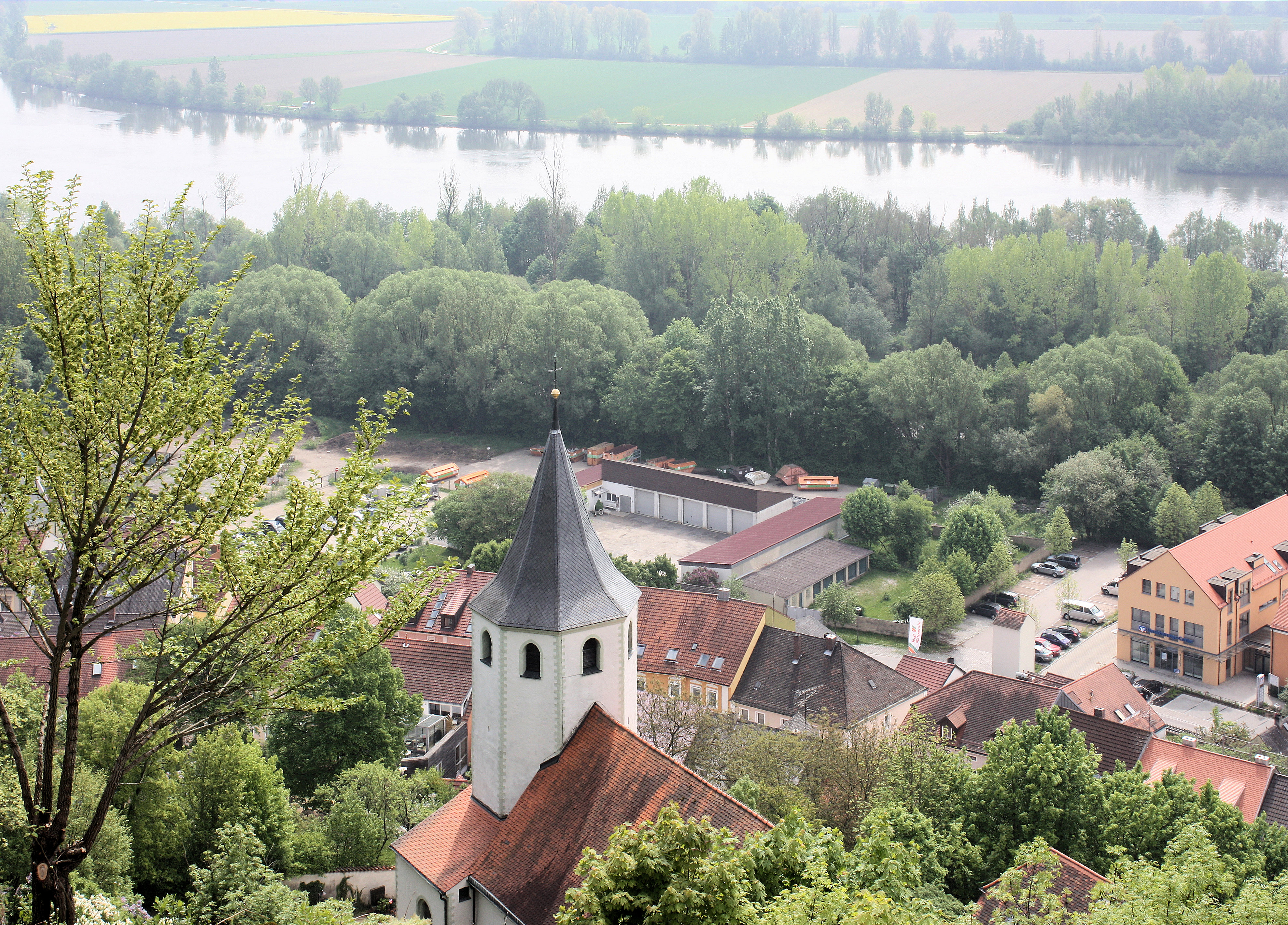
Blick von der Burgruine Donaustauf zur Kirche St. Michael und zur Donau

## Geografie

### Lage
Der Markt liegt etwa zehn Kilometer östlich von Regensburg am Rande der Ausläufer des Bayerischen Waldes. Der Ort wird von einer Burgruine überragt. Östlich von Donaustauf liegt auf einem Hügel (Bräuberg) die Walhalla. Geologisch gesehen bestehen Burgberg und Bräuberg aus rund 300 Millionen Jahre alten Abtragungsschutt. Dieser wurde wahrscheinlich am Übergang vom Oberkarbon zum Unterperm aus den umliegenden Gebirgsregionen herantransportiert und in einem tektonischen Becken abgelagert, das sich entlang der Donaustörung gebildet hatte.

### Gemeindegliederung
Es gibt sieben Gemeindeteile (in Klammern ist der Siedlungstyp angegeben):
- Dachsberg (Weiler)
- Donaustauf (Hauptort)
- Hammermühle (Weiler)
- Klammer (Einöde)
- Neumühle (Einöde)
- Parkhaus (Einöde)
- Sulzbach a.d.Donau (Kirchdorf)

Der früher bestehende Gemeindeteil Reiflding ist im Gemeindeteil Donaustauf aufgegangen.

## Geschichte

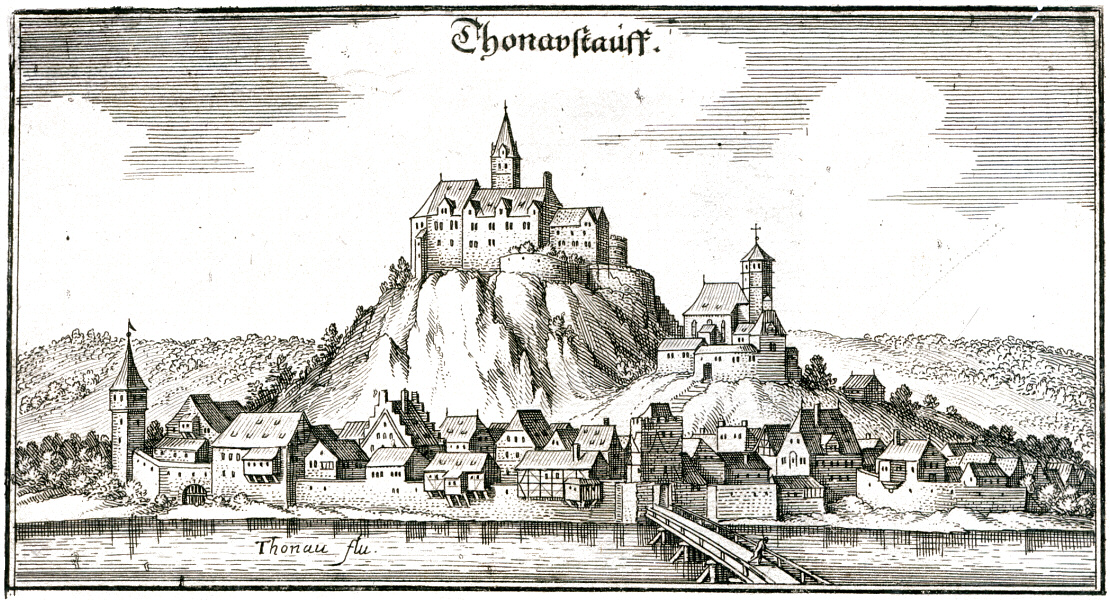
Donaustauf, Stich von Matthäus Merian

Fundstücke aus dem Bereich der Burgruine von 1961 gaben Anlass zur Vermutung, dass der Burgberg schon von Kelten besiedelt wurde, was bei Ausgrabungen von 1981/82 bestätigt wurde, bei der Grundmauern einer Befestigungsanlage von ca. 500 v. Chr. gefunden wurden.
Die mittelalterliche Burg (Castellum Stufo) wurde vermutlich zur Zeit der Ungarneinfälle zwischen 914 und 930 im Auftrag Bischofs Tuto auf einem Bergkegel (althochdeutsch stouf) im Forstbezirk um Sulzbach errichtet, nachdem dieser forestum iuxta sulcipah per Schenkung von König Konrad I. an das damalige Domkloster St. Emmeram in Regensburg ging. Nach der Trennung von Kloster und Hochstift durch den Abtbischof Wolfgang ging Donaustauf 1031 an das Hochstift.
Bis ins 13. Jahrhundert konnte Donaustauf im Besitz der Regensburger Bischöfe gehalten werden, obwohl es häufig in Machtkämpfe zwischen Bistum, König und Herzögen geriet. Im Jahr 1285 wird Donaustauf erstmals als comitia Thumstauf erwähnt. Im 14. Jahrhundert wechselt Donaustauf als Pfand häufig den Besitzer (u. a. Kaiser Karl IV., Herzog Otto V., Herzog Stephan II.). Im Jahre 1486 ging Donaustauf zusammen mit Regensburg an Herzog Albrecht IV., der 1494 Donaustauf die Marktrechte verlieh.
Im Zuge der Kämpfe um Regensburg während des Dreißigjährigen Kriegs kam es im Januar 1634 zur Belagerung der Burg durch schwedische Truppen, nachdem Ende 1633 die bayerische Besatzung der Burg eine 60 Wagenladungen umfassende Salzlieferung für das im November 1633 von den Schweden besetzte Regensburg abgefangen hatte. Auf Befehl des schwedischen Feldmarschalls Bernhard von Sachsen-Weimar sollte die Burg im Januar 1634 von Truppen des Stadtkommandanten der besetzten Stadt Regensburg, Lars Kagg, erobert werden. Bei mehrfachen, unter großen Verlusten abgeschlagenen Versuchen wurde Lars Kagg verwundet und das Kommando an den schwedischen Obristen Claus Hastver übergeben. Der beorderte aus Regensburg Geschütze und Sturmleitern herbei und ließ Bresche schießen. Am 21. Januar musste sich die Burgbesatzung wegen Mangels an Pulver ergeben und erhielt die Erlaubnis abzuziehen. Die Burg wurde unterminiert, am 16. Februar 1634 gesprengt und dabei größtenteils zerstört. Die Burg Donaustauf ist seitdem eine Ruine.
1710 kam Donaustauf an das Hochstift Regensburg und 1803 wurde es dem neugebildeten Fürstentum Regensburg von Karl Theodor von Dalberg eingegliedert. Mit dem Pariser Vertrag kam es 1810 an Bayern. 1812 bis 1848 bestand das Herrschaftsgericht Wörth der Fürsten von Thurn und Taxis, die seit 1899 den erblichen Titel eines Herzogs zu Wörth und Donaustauf führten. König Ludwig I. ließ in den Jahren zwischen 1830 und 1842 bei Donaustauf die so genannte Ruhmeshalle Walhalla erbauen. Das 1843 erbaute Schloss Donaustauf fiel 1880 einem Stadtbrand zum Opfer, der auch ca. 60 % aller Wohngebäude des Marktes zerstörte.
1907/08 erfolgte der Bau der „Lungenheilstätte“, der späteren Klinik Donaustauf. Zum 1. August 2024 übernahm die Caritas Regensburg die Klinik. Das Krankenhaus heißt seit dem Sankt Maria gGmbH.
Donaustauf ist heute Sitz der Verwaltungsgemeinschaft Donaustauf, zu der auch die Gemeinden Altenthann und Bach an der Donau gehören.

### Eingemeindungen
Im Zuge der Gebietsreform wurde am 1. Mai 1978 die Gemeinde Sulzbach a.d.Donau eingegliedert.

### Einwohnerentwicklung
Zwischen 1988 und 2018 wuchs der Markt von 3338 auf 4124 um 786 Einwohner bzw. um 23,6 %.

## Religionen
Wie in weiten Bereichen der Oberpfalz ist auch in Donaustauf der größte Teil der Bevölkerung römisch-katholisch. Die Katholiken gehören der Pfarrei Donaustauf an, welche mit der Pfarrei Bach a.d. Donau eine Pfarreiengemeinschaft bildet. Die Pfarrei gehört dem Dekanat Donaustauf, das dem Bistum Regensburg zugeordnet ist, an.
Die evangelischen Christen gehören der evangelischen Kirchengemeinschaft St. Lukas in Regensburg an.

## Politik

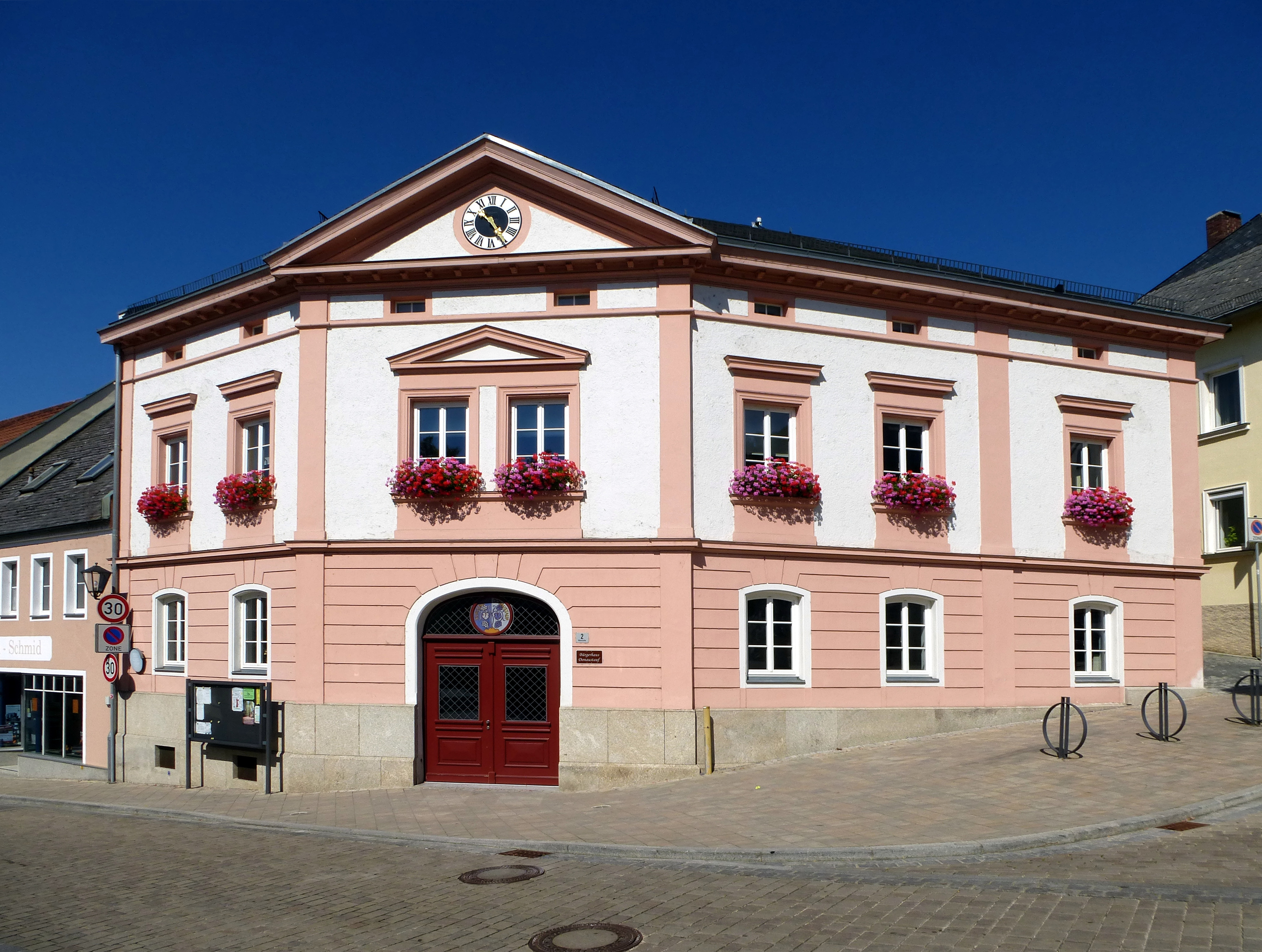
Ehemaliges Rathaus von Donaustauf

### Marktgemeinderat
Der Marktgemeinderat besteht aus 16 ehrenamtlichen Marktgemeinderäten und dem Ersten Bürgermeister.
Die Kommunalwahl am 15. März 2020 brachte folgendes Ergebnis:
| Partei      | Sitze |
| ----------- | ----- |
| CSU         | 7     |
| SPD         | 4     |
| Bürgerliste | 3     |
| Grüne       | 2     |

Von den 3.326 stimmberechtigten Einwohnern im Markt Donaustauf, haben 2.385 von ihrem Wahlrecht Gebrauch gemacht, womit die Wahlbeteiligung bei 71,71 Prozent lag.

### Bürgermeister
Jürgen Sommer (SPD) wurde bei den Kommunalwahlen 2008 in einer Stichwahl mit 61,93 % der Stimmen erstmals zum Ersten Bürgermeister gewählt. 2014 wurde er mit 60,26 % der Stimmen wiedergewählt. 2020 gewann er die Stichwahl mit 55,29 % der Stimmen.

### Wappen
| Wappen Markt Donaustauf | Blasonierung: „Gespalten von Blau und Silber; belegt mit einem goldenen Vierberg, aus dem ein Weinstock mit vier Trauben und zwei Blättern in verwechselten Farben wächst.“                                |
| Wappen Markt Donaustauf | Wappenbegründung: Die Farben Blau und Silber leiten sich vom Wappen der Wittelsbacher her. Der Wein steht für den Weinanbau um Donaustauf. Herzog Albrecht IV. von Bayern-München verlieh das Wappen 1494. |

## Sehenswürdigkeiten
Die Marktgemeinde ist reich an Sehenswürdigkeiten, die bei einer Rundwanderung durch den Ort besichtigt werden können.

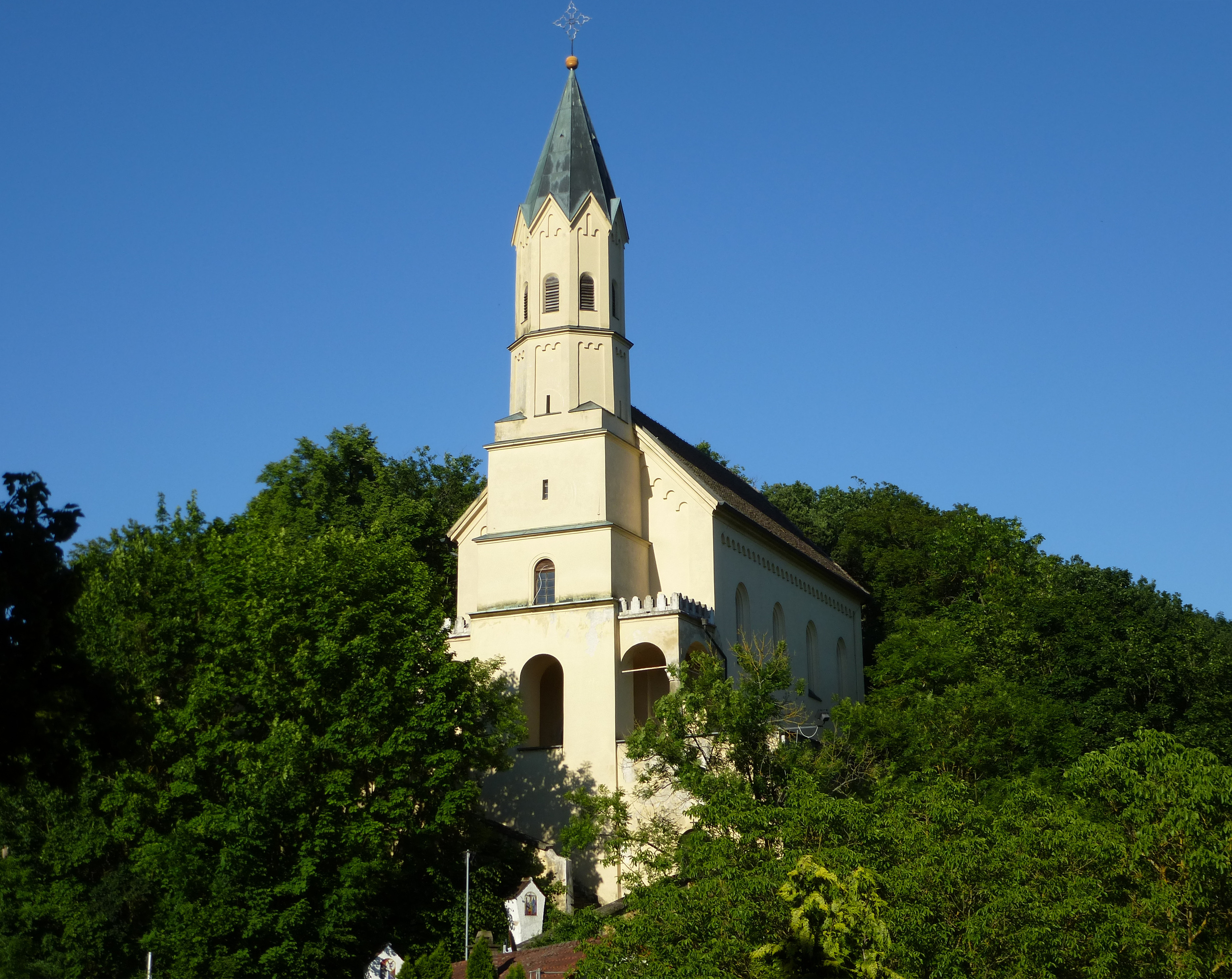
St. Salvator

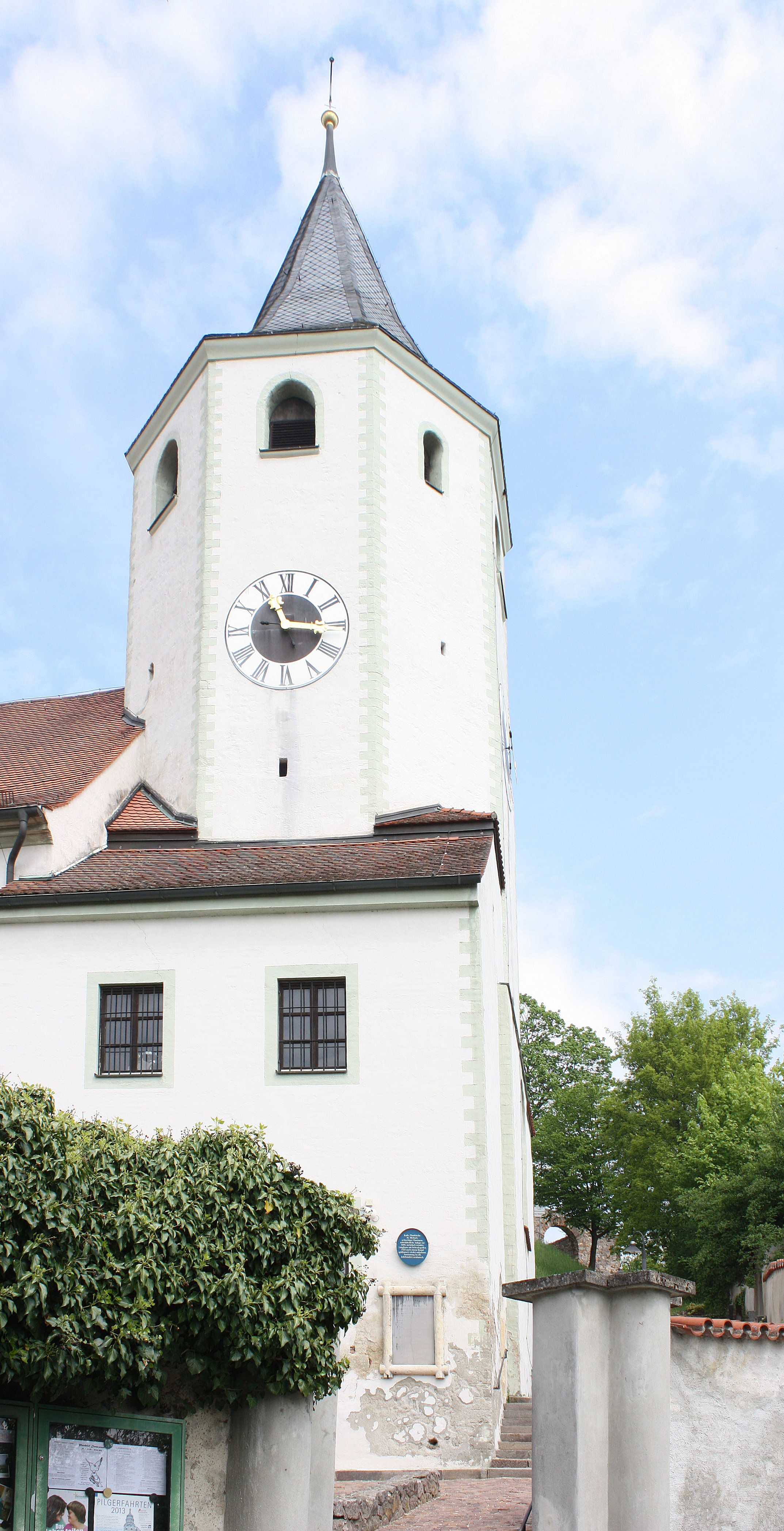
St. Michael

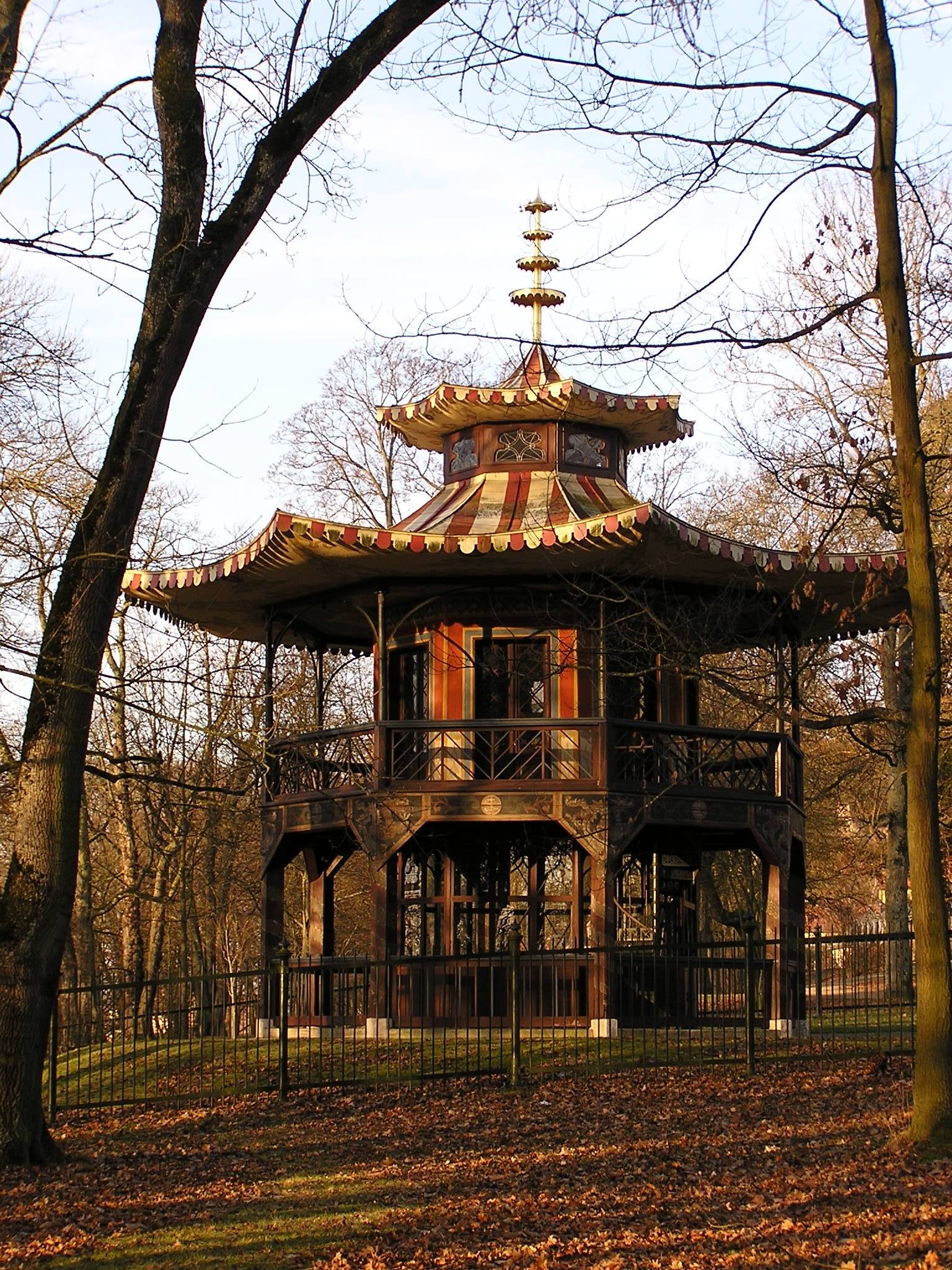
Chinesischer Turm

- Walhalla: 
 Hauptsehenswürdigkeit östlich des Ortes auf dem Bräuberg.
- Burgruine Donaustauf: 
 Zwischen 914 n. Chr. und 930 n. Chr. ließ hier Bischof Tuto von Regensburg eine Burg zur Abwehr der Ungarneinfälle errichten. In den Jahren 1132–1161 wurde sie viermal erobert und teilweise zerstört. Der Markt Donaustauf entwickelte sich im Mittelalter als bürgerliche Siedlung im Schutze der mächtigen Befestigungsanlagen der Burg. Während des Dreißigjährigen Krieges, im Januar 1634, wurde die Festung Donaustauf von den Schweden erobert, gesprengt und verbrannt. Danach notdürftig instand gesetzt, verfiel sie seit dem Ende des 17. Jahrhunderts. Seit 1986 gehört sie dem Markt Donaustauf.

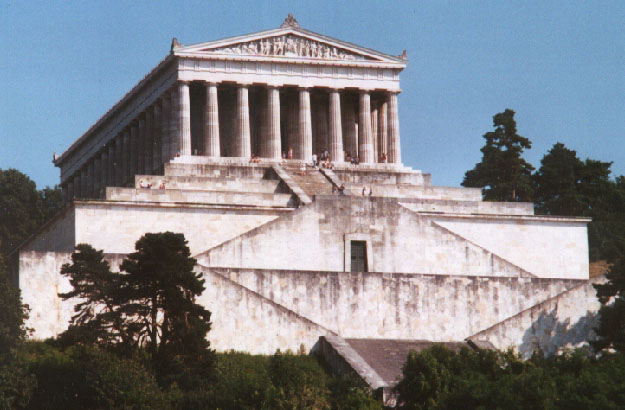
Walhalla
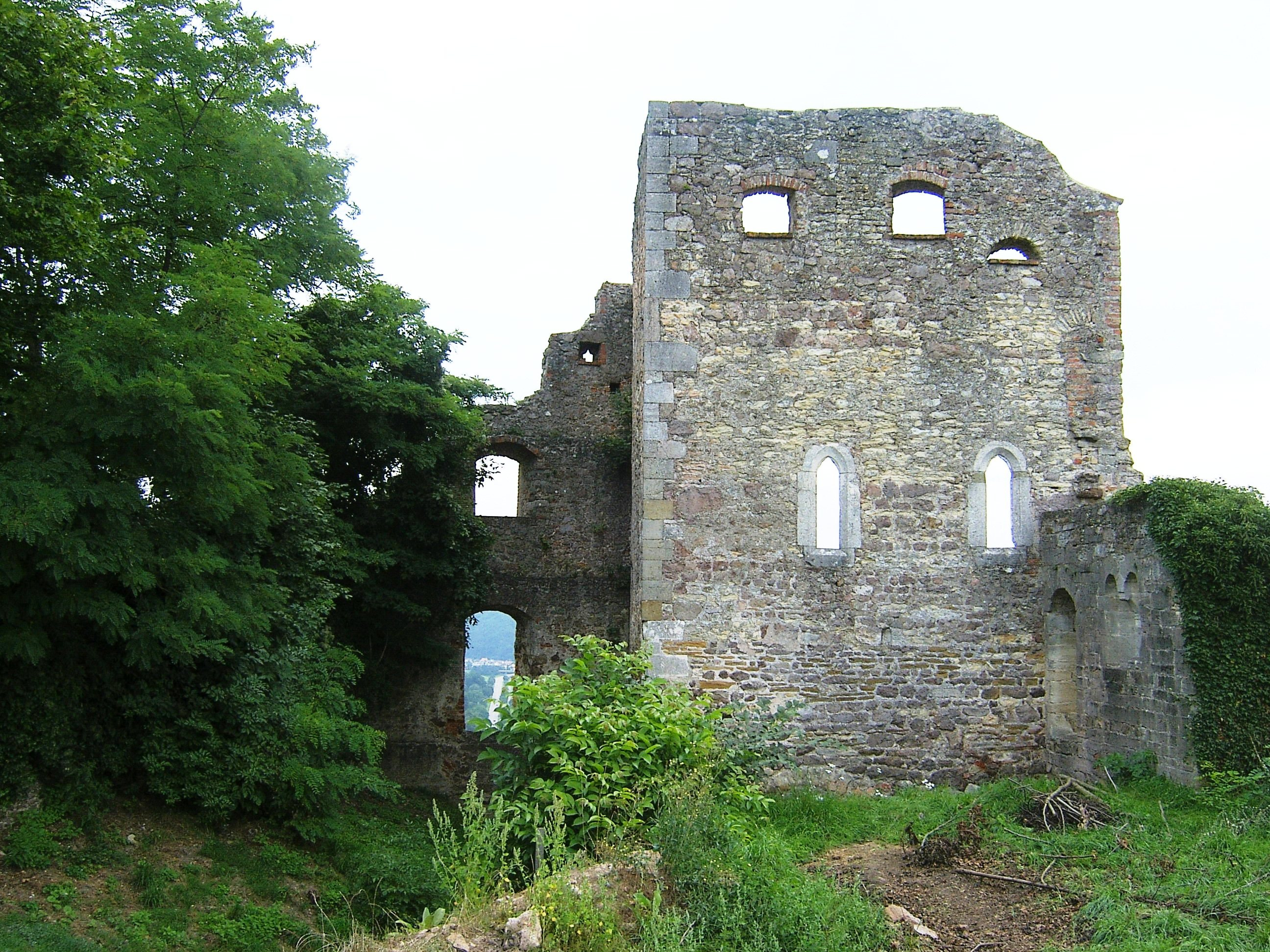
Teil der Burgruine
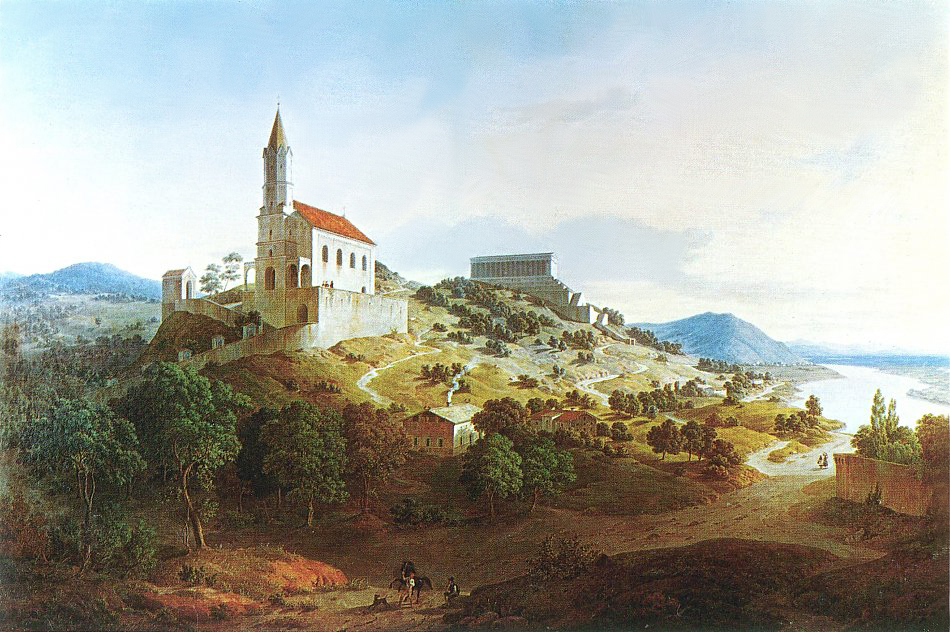
Leo von Klenze: Salvatorkirche und Walhalla

- Wallfahrtskirche St. Salvator: 
 Im 15. Jahrhundert im gotischen Stil erbaut. Im 18. Jahrhundert wurde sie barockisiert und im Jahre 1843 im Auftrag König Ludwig I. durch Leo von Klenze dem Baustil der Walhalla angepasst. Die Entstehung der Wallfahrt beruht auf einem Hostienraub im Jahre 1388 während einer Belagerung der Burg.
- Pfarrkirche St. Michael: 
 Chorturmkirche mit achteckigem Turm mit Zeltdach, 1724, Turm mittelalterlich, vor 1388; mit Ausstattung; Abschnitte der Friedhofsmauer, wohl 18. Jahrhundert.
- Wehrkirche St. Martin im Ortsteil Sulzbach: 
 Saalbau mit abgewalmtem Satteldach und verschindeltem Dachreiter mit Zwiebelhaube, frühgotisch, barock verändert; Friedhofsmauer aus Granitbruchstein, spätgotisch.
- Chinesischer Turm: 
 1842 erbaute Fürst Maximilian Karl von Thurn und Taxis in seinem Schlossgarten in Donaustauf den heute bekannten Chinesischen Turm. Der Neubau ersetzte damals einen ähnlichen Turm, der bereits unter Maximilian Karls Vater Karl Alexander von Thurn und Taxis entstanden war. Der Turm überstand den Großbrand von 1880 unbeschadet, wurde aber 1902 in den Garten der neuen Sommerresidenz der Thurn und Taxis, Schloss Prüfening, verbracht. Auf Betreiben des Fördervereins Chinesischer Turm e. V. kehrte der Turm 1999 an seinen ursprünglichen Standort zurück und wurde anschließend restauriert.[12]
- Fürstlicher Thiergarten: 
 Angelegt 1813 als Jagdwald der Fürsten zu Thurn und Taxis. Die parkähnliche und heute öffentlich zugängliche Landschaft mit Forsthäusern und Jagdhütten umfasst ein Areal von 2.800 Hektar, in dem u. a. Luchse, Wildschweine, Rotwild, Biber, Fischotter, Schwarzstörche, Molche, Gelbbauchunken und Kröten leben. Auf dem Areal befindet sich auch eine Golfanlage.

## Kultur

### Sport und Vereine
Donaustauf hat mit über 40 Vereinen ein reiches Vereinsangebot. Der Markt verfügt über einige Sportstätten vom Bolzplatz bis zur Mehrzweckhalle. Der größte und bekannteste Verein im Markt ist der SV Donaustauf.

### Freizeit
Im Gemeindegebiet gibt es viele Möglichkeiten für Wanderungen, Spaziergänge sowie Naturbeobachtungen an den Altwässern der Donau. Im Donaustaufer Forst, den Parks der Burgruine, des Fürstengartens und des Bräubergs an der Walhalla gibt es ebenfalls zahlreiche Wander- und Spazierwege.
Im Bürgerhaus und im Chinesischen Turm finden häufig Veranstaltungen und Ausstellungen statt. Zudem können Kurse der Volkshochschule Regensburger Land belegt werden.
Beliebte Treffpunkte sind der überregional bekannte Flohmarkt (monatlich) sowie der Ostermarkt und der Weihnachtsmarkt in Donaustauf.

## Wirtschaft und Infrastruktur

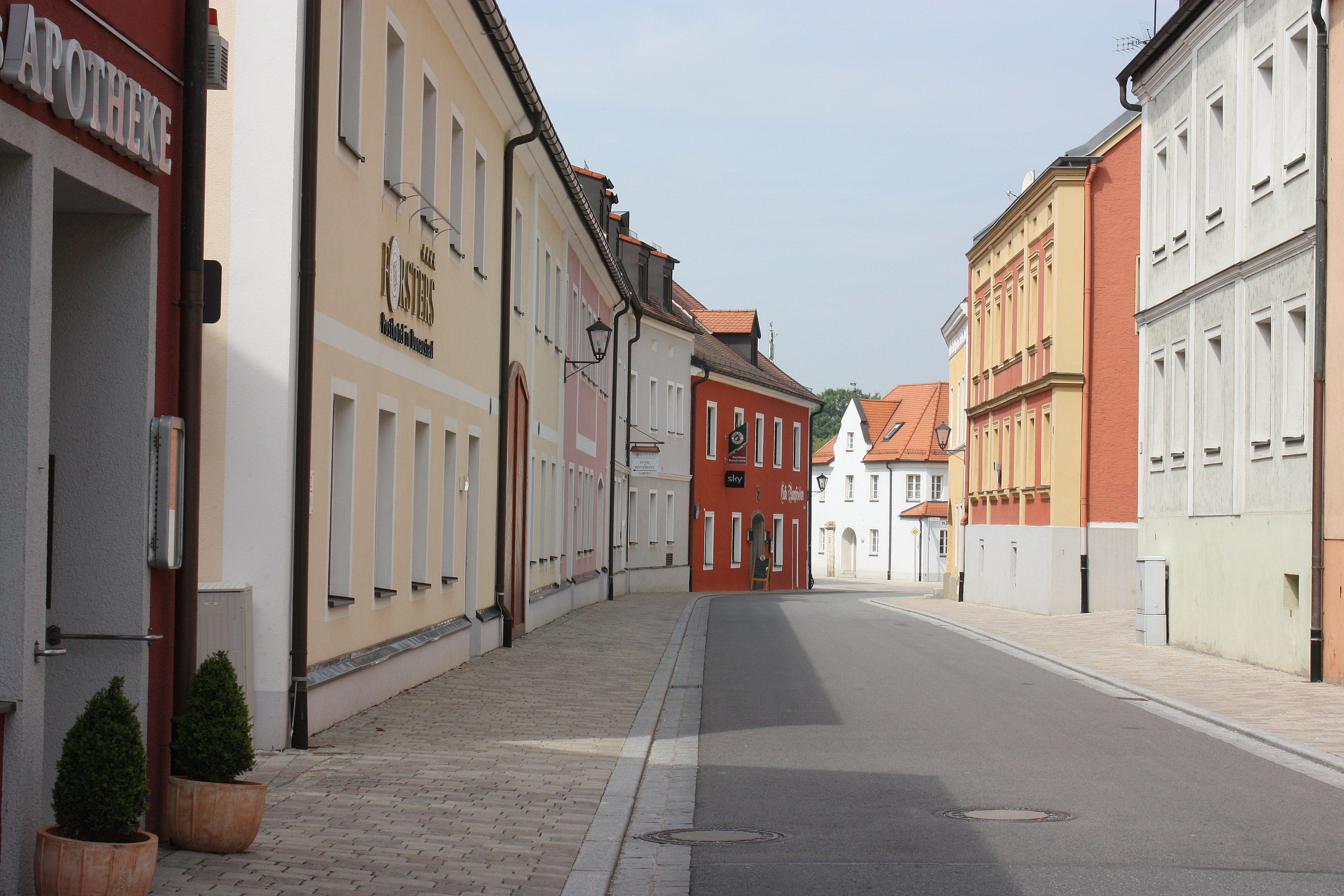
Die Maxstraße: Hauptgeschäftsstraße

Donaustauf ist eine Wohngemeinde im östlichen Einzugsbereich von Regensburg mit zahlreichen Dienstleistungs-, Handels- und Handwerksbetrieben. Die Gemeinde verfügt über eine gute Verkehrsanbindung und mit der Anschlussstelle Neutraubling über einen unmittelbaren Anschluss an die Bundesautobahn 3.
Im Markt befinden sich zahlreiche Ärzte, eine Apotheke sowie eine Akutklinik für Pneumologie und Psychosomatik, zudem eine ambulante Krankenpflege.

### Tourismus
Auf den bedeutenden Touristenmagneten Walhalla ist die Marktgemeinde Donaustauf durch den Heimat- und Tourismusverein Donaustauf e. V und dessen Touristinfo gut eingestellt. Diese Info ist zentrale Anlaufstelle für Donaustauf und Tegernheim als Reisebüro.

### Weinbau
In Donaustauf gedeiht der Baierwein, der bereits im 8. Jahrhundert in einer Urkunde erwähnt wurde; es gibt mehrere Weinlokale. Donaustauf liegt im zweitkleinsten Weinanbaugebiet Deutschlands, und dem kleinsten in Bayern, an der Weinroute, die mit 20 Kilometern Länge die kürzeste deutsche Weinstraße ist.

### Verkehr
Ehemalige Walhallabahn
In den Jahren 1888/89 wurde die Walhallabahn zwischen Stadtamhof und dem Bahnhof Donaustauf gebaut. 1903 wurde die Weiterführung nach Wörth an der Donau in Betrieb genommen. 1960 wurde der Personenverkehr eingestellt, am 31. Dezember 1968 verließ der letzte Güterzug den Bahnhof.
Schiffsanlegestelle

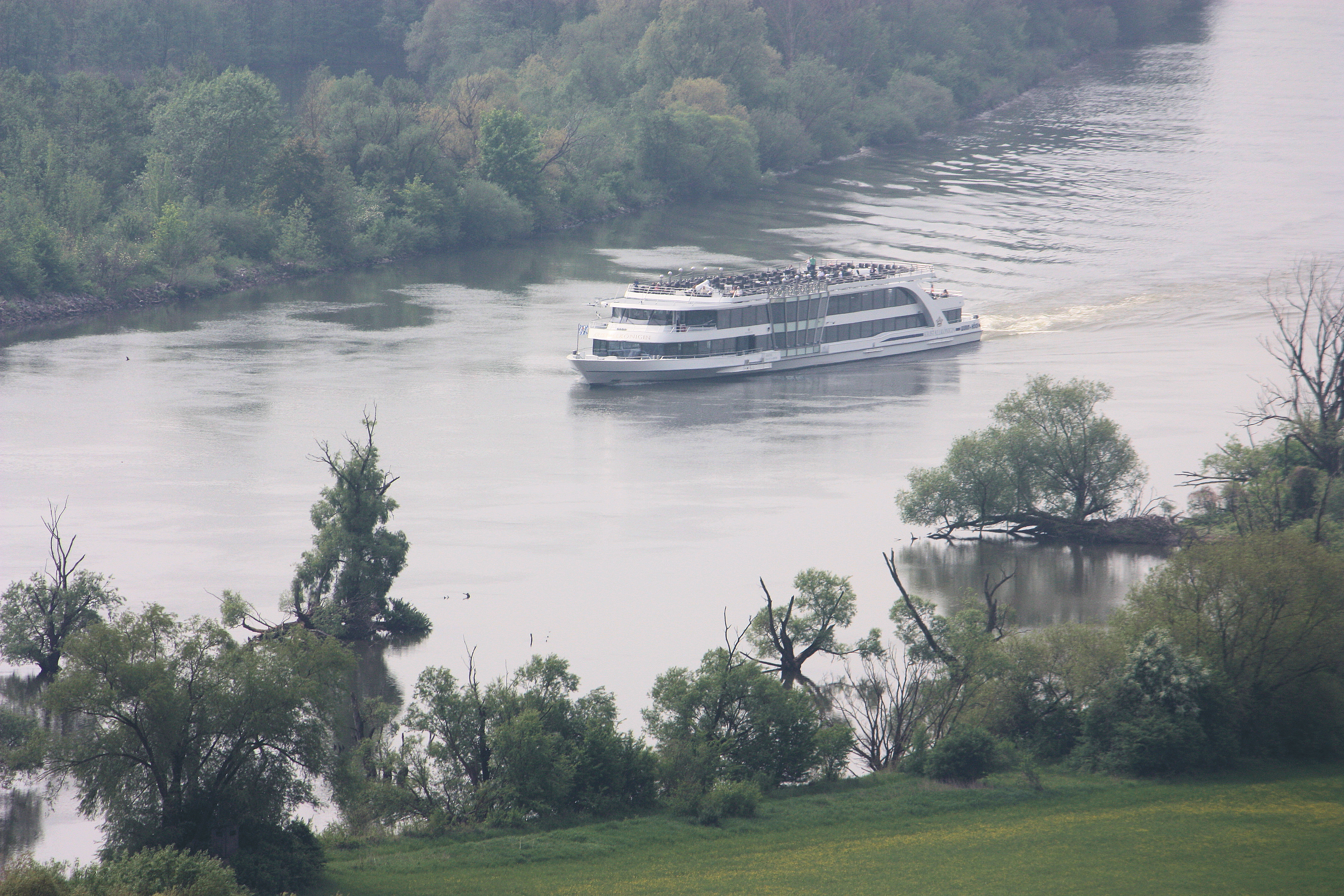
Schiffsverkehr bei Donaustauf

An der Donau, unterhalb der Walhalla, befindet sich eine Schiffsanlegestelle der Regensburger Personen-Schifffahrt. Von dort fahren regelmäßig Schiffe zur 10 Kilometer entfernten Stadt Regensburg.
Rad- und Wanderwege
Donaustauf liegt an zahlreichen Radwanderwegen, u. a. am Donauradweg und am europäischen EuroVelo 6, welcher unter dem Namen Flüsseroute vom Atlantik bis zum Schwarzen Meer verläuft. Daneben liegt Donaustauf auch an der Fahrrad-Rundtour „Walhalla, Wein und Wellen“, die teilweise auf dem Donauradweg verläuft. Die Tour führt von Regensburg nach Donaustauf, Bach an der Donau, Wörth an der Donau (Schloss Wörth an der Donau) und zurück nach Regensburg.
Im südlichen Bereich entlang der Donau durchquert der Donauradwanderweg "Tour de Baroque" das Gemeindegebiet.
Autoverkehr
Donaustauf liegt an den Staatsstraßen 2145 und 2125 und hat mit der Autobahnanschlussstelle Neutraubling, die sechs Kilometer entfernt liegt, den Anschluss an die Bundesautobahn 3.

### Medien
In der Gemeinde erscheint die Donau-Post, eine Lokalausgabe des Straubinger Tagblatts und die Mittelbayerische Zeitung sowie das Regensburger Wochenblatt, eine Ausgabe der Wochenblatt Verlagsgruppe.
Im Gemeindegebiet können neben den überregionalen Programmen auch die Radiosender Radio Charivari, Radio Gong FM und der regionale Fernsehsender TVA empfangen werden.

### Öffentliche Einrichtungen
- Bürgerhaus
- Mehrzweckhalle
- Wertstoffhof
- Jugendtreff
- Kindergarten
- Kindertagesstätte
- Kinderkrippe
- Klinik für Pneumologie und Psychosomatik
- Gemeindebücherei

### Sicherheit
Die Freiwillige Feuerwehr Donaustauf sowie die Freiwillige Feuerwehr Sulzbach sorgen für Brandschutz sowie die Technische Hilfeleistung. Zudem betreibt die Feuerwehr Donaustauf einen First Responder, eine medizinische Erstversorgung bei Notfällen zur Überbrückung bis zum Eintreffen des Rettungsdienstes.
- FF Donaustauf (HLF 20, MZB, GW-L2, MZF, First Responder)
- FF Sulzbach (TSF, MZF)

### Bildung
- Grundschule

## Persönlichkeiten

### Ehrenbürger
- Klaus Eder, DFB-Physiotherapeut[14]

### Töchter und Söhne des Ortes
- Paul von Thurn und Taxis (1843–1879), Freund von Ludwig II. und Schauspieler
- Heribert Zitzelsberger (1939–2003), Steuerrechtler und Staatssekretär

### Sonstige
Am Abend des 23. Januar 1998 kam der Freiwillige Feuerwehrmann Christian Sendlbeck (* 30. März 1973; † 23. Januar 1998) bei einem Kellerbrand in Donaustauf ums Leben. In dem Keller kam es zu einer Durchzündung, infolge dessen Sendlbeck im Universitätsklinikum Regensburg an einer Rauchgasintoxikation starb. Drei weitere Feuerwehrmänner die ebenfalls unter Atemschutz in dem Keller eingesetzt waren erlitten Brandverletzungen.